# Cosmic-Ray Extremely Distributed Observatory
 (mars 2018).

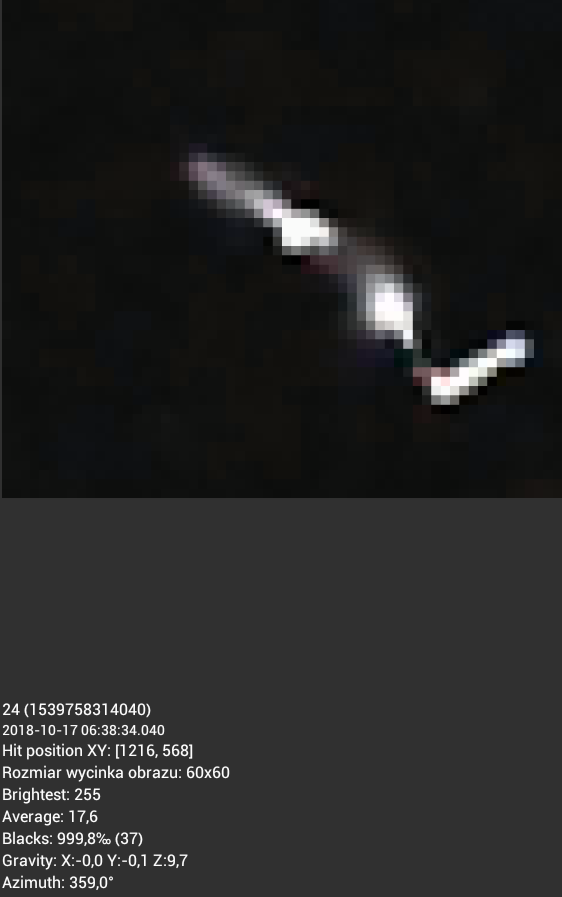
Une particule détectée par le CREDO.

Le Cosmic-Ray Extremely Distributed Observatory ou CREDO (en français : Observatoire des rayons cosmiques extrêmement dispersés), est un projet scientifique initié en août 2016 par des scientifiques polonais de l'Institut de physique nucléaire PAN de Cracovie.
Le projet composé de scientifiques tchèques, slovaques et hongrois a pour but de détecter les rayons cosmiques et de rechercher la matière noire. Il vise à impliquer autant de personnes que possible dans la construction d'un système global susceptible d'être propre travail. 